# Wolfen
Wolfen ist ein Stadtteil von Bitterfeld-Wolfen im Südosten von Sachsen-Anhalt, südlich von Dessau-Roßlau und nordöstlich von Halle (Saale) gelegen. Bis zum 30. Juni 2007 war Wolfen eine eigenständige Stadt.

## Geographie

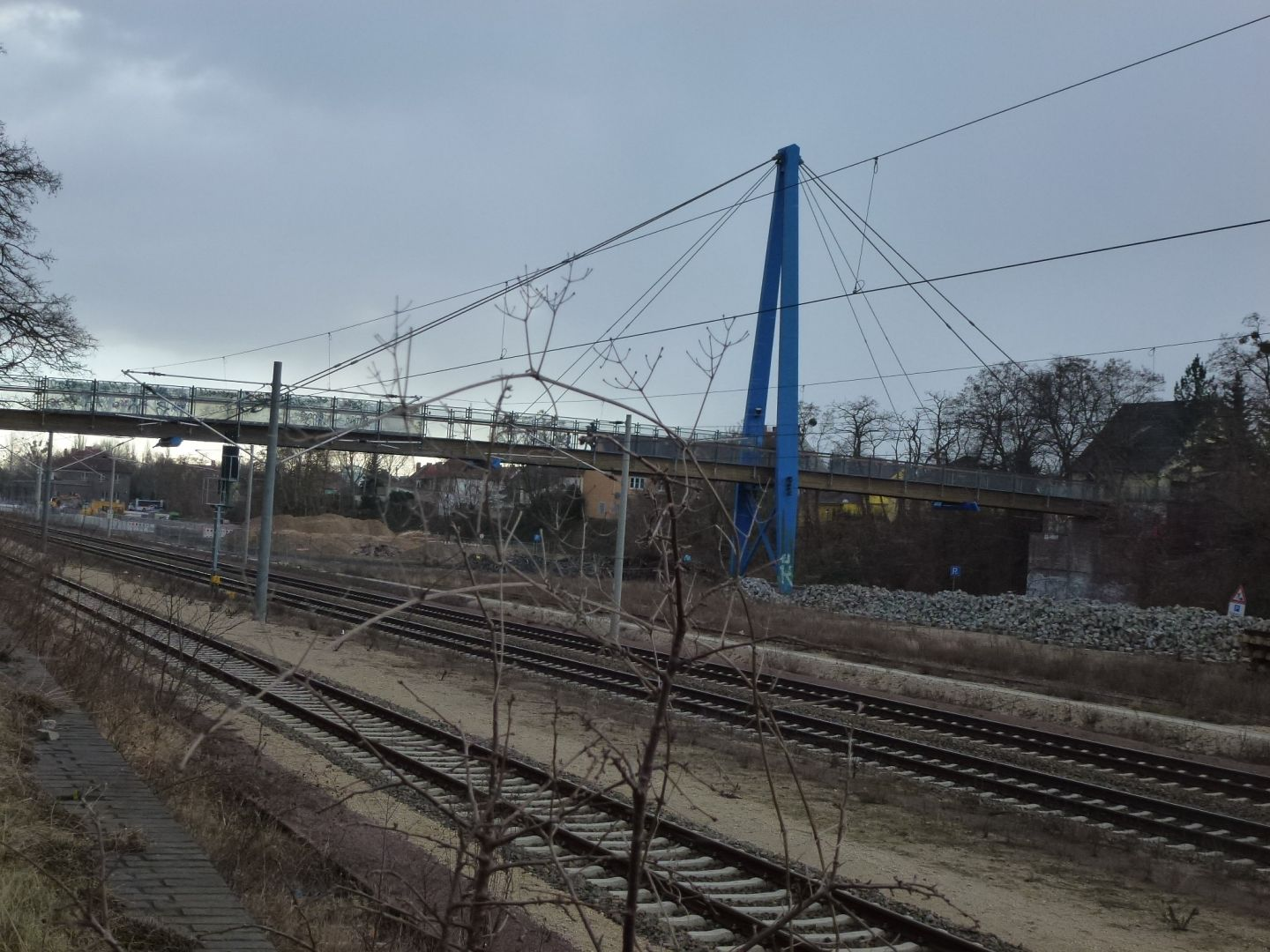
Fußgängerbrücke Am Busch

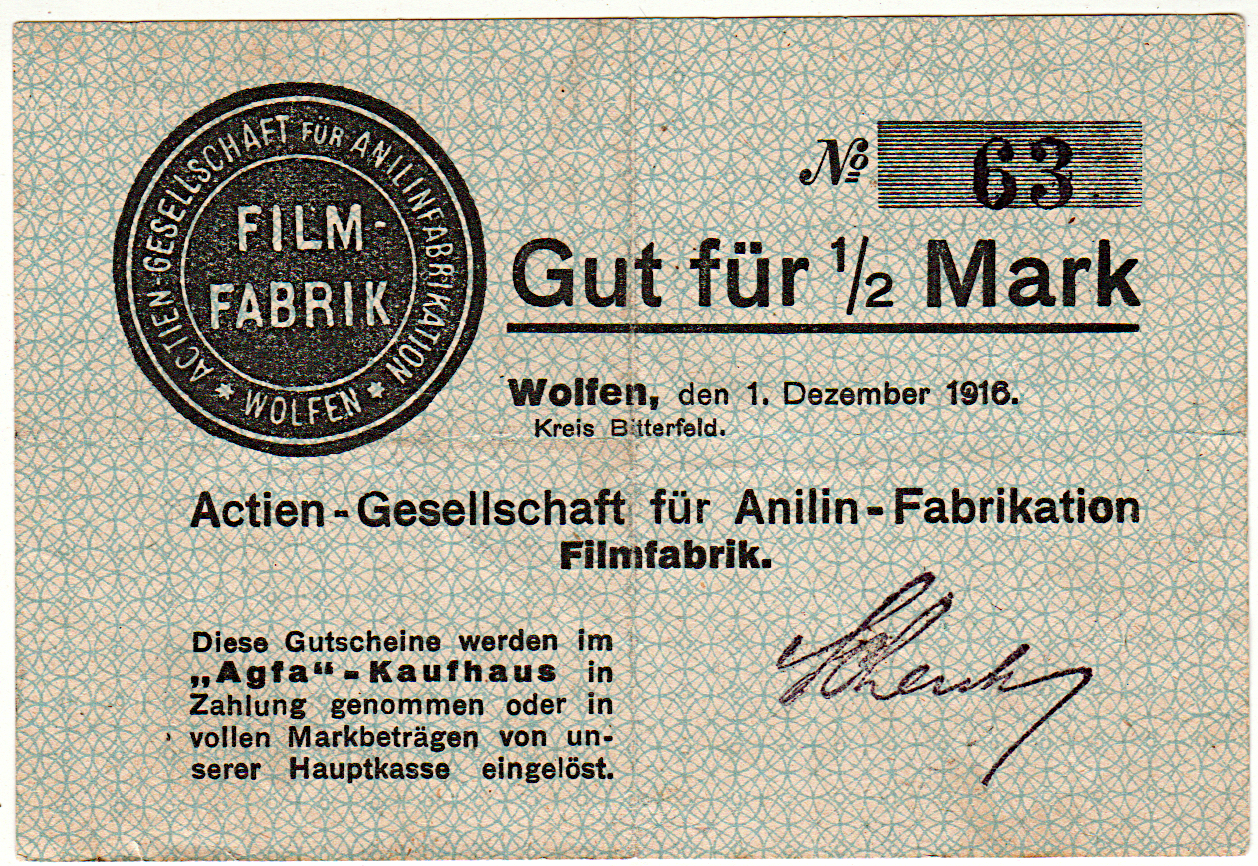
Ein Gutschein der Agfa von 1916.

Wolfen liegt etwa 30 km nordöstlich von Halle (Saale) und 45 km nördlich von Leipzig. Östlich befindet sich die Mulde und der Muldestausee, südlich schließen sich die Ortsteile Bitterfeld und Greppin, nördlich Bobbau sowie Jeßnitz (Anhalt) und westlich Thalheim an. Die Fuhne fließt durch Wolfen. Wolfen liegt im Naturraum Bitterfelder Bergbaurevier. Am östlichen Ortsrand der Stadt befinden sich außerdem der Wolfener Busch und das Naturschutzgebiet Salegaster Forst.

## Geschichte
Der Ort Wolfen wurde im Jahre 1400 in einer Lehensurkunde für das Rittergut Altjeßnitz als Wulffen erstmals urkundlich erwähnt. Der Ortsname wird auf einen Gründer, dessen Name mit Wolf anfing, zurückgeführt. Basierend auf archäologischen Funden wird die Erstanlage des Dorfes um 1140/50 als Kolonisationssiedlung gestützt. Im Verlauf der spätmittelalterlichen Wüstungsphase fiel Wolfen in der ersten Hälfte des 15. Jahrhunderts wüst und wurde 1550/51 als Dorf mit 21 Hofstellen neu angelegt.
Wolfen war als Bauern- und Leineweberdorf dem kursächsischen Amt Bitterfeld zugeordnet. Durch die Beschlüsse des Wiener Kongresses kam das Amt Bitterfeld und mit ihm Wolfen an das Königreich Preußen. Das Amt bestand ab 1816 als Kreis Bitterfeld im Regierungsbezirk Merseburg der Provinz Sachsen. Diese wurde 1944 aufgelöst.
1846 wurde in der Umgebung Braunkohle entdeckt, die in der Grube Johannes abgebaut wurde. Das Tagebaurestloch wurde zwischen 1938 und 1991 mit Abwasser der Zelluloseproduktion und anderer chemischer Prozesse der Filmfabrik Wolfen geflutet. Daher trägt das Gewässer im Volksmund den Namen Silbersee.
Wolfen ist heute eine Chemiestadt, die ihre Entwicklung hauptsächlich der von Agfa 1909 erbauten Filmfabrik Wolfen verdankt. So entstand unter anderem hauptsächlich für die Arbeiter der Filmfabrik Wolfen der Neubaukomplex Wolfen-Nord. In Wolfen wurde 1936 der Farbfilm erfunden, das Patent 1945 von amerikanischen Truppen beschlagnahmt und an den US-Konzern Kodak übergeben.
Während des Zweiten Weltkrieges mussten hunderte Frauen, Kinder und Männer aus den von Deutschland besetzten Ländern in den IG-Farben-Werken, die in Wolfen auch Krankenanstalten unter Leitung des sich auch mit der Achondroplasie beschäftigenden Röntgenologen Georg Rodenacker betrieben, Zwangsarbeit verrichten. In der Kunstfaserherstellung (Vistra) wurden gegen Ende des Krieges 350 weibliche Häftlinge des KZ Ravensbrück eingesetzt (nach anderen Angaben 1.200 bis 1.700 Jüdinnen), die in Baracken in der Thalheimer Straße untergebracht waren. Viele verloren ihr Leben.
Nach Kriegsende wurde die Film- und Faserproduktion zunächst fortgesetzt und am 31. Dezember 1953 als VEB Film- und Chemiefaserwerk Agfa Wolfen an die DDR übergeben. Im Jahr 1964 erfolgte die Umstellung des Warenzeichens von Agfa auf ORWO (Original Wolfen). Nach der Wende scheiterte die Privatisierung der Filmfabrik. Schließlich wurde 1994 die Liquidation des Gesamtwerkes eingeleitet. Teilprivatisierungen führten zur Gründung der ORWO Net GmbH (Foto-Colorlabor) und der FilmoTec GmbH (Herstellung von ORWO-Filmen).
Am 7. Oktober 1958 wurde der bisherigen Gemeinde Wolfen das Stadtrecht verliehen.

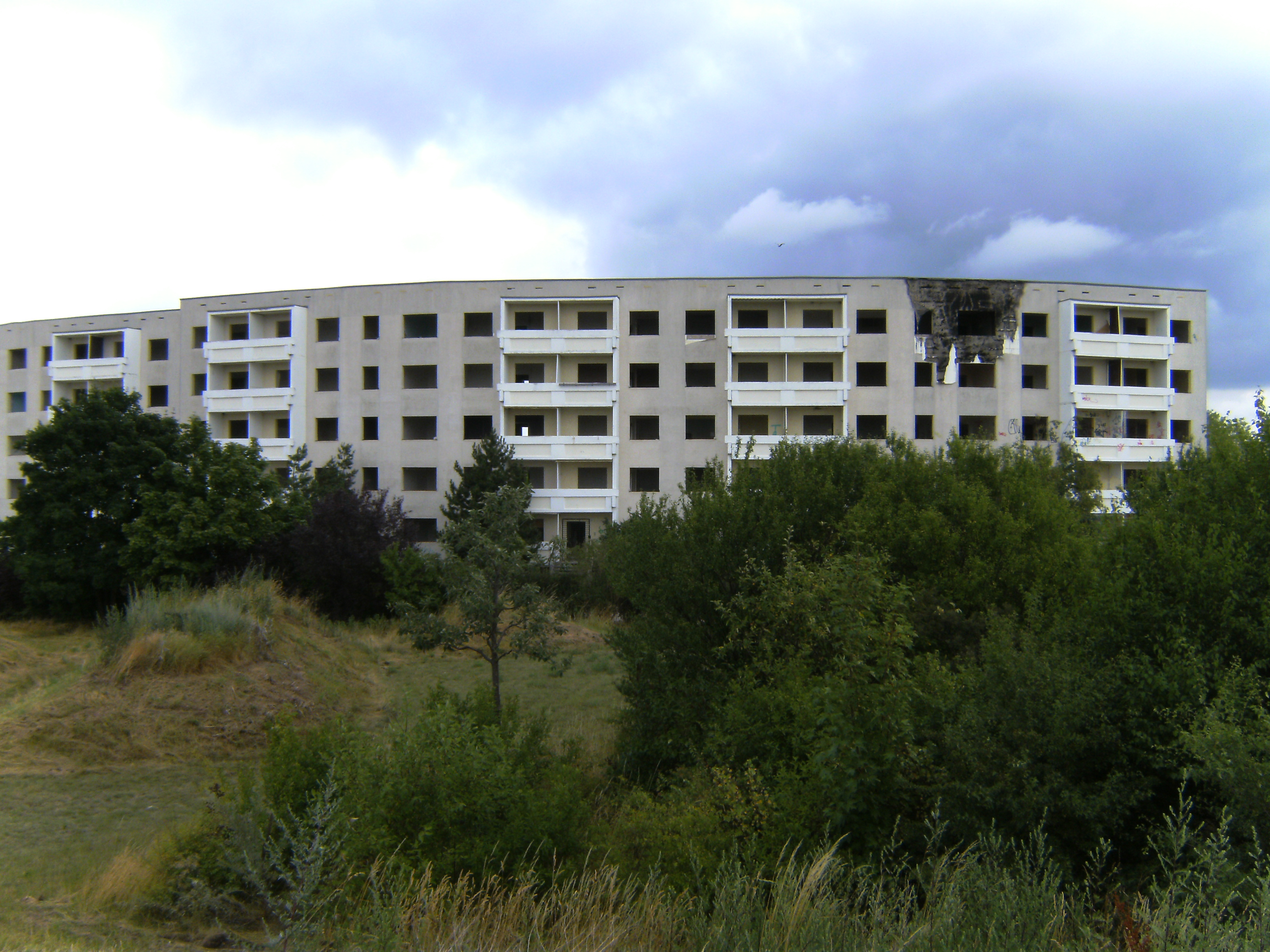
Leerstehender Plattenbau in Wolfen-Nord

Seit 1990 ging die Einwohnerzahl Wolfens um 57,4 % von 43.900 auf 18.698 im Jahr 2013 (Stand: 31. März 2013) zurück.
Der Ortsteil Wolfen-Nord ist typisch für eine sogenannte Trabantenstadt im Osten Deutschlands, von Plattenbauten geprägt und seit 1990 von Arbeitslosigkeit, starkem Wohnungsleerstand und Abwanderung betroffen. Wolfen-Nord wurde in den 1960er bis 1980er Jahren hauptsächlich für die arbeitende Bevölkerung aller Schichten aus der Filmfabrik Wolfen, dem Chemiekombinat Bitterfeld, der Rohrwerke Bitterfeld und anderen Industrie- und Bildungszweigen gebaut. Von circa 33.000 Einwohnern (1993) in Wolfen-Nord lebten Ende 2008 nur noch etwas mehr als 11.000 dort, Wohnungsleerstand ist wegen Wegzug in attraktivere Gegenden zum größten Problem des Stadtteils geworden. Dem wird seit dem Jahr 2000 vor allem durch umfangreiche Abrissarbeiten begegnet. Allein in der Rückbauplanung für 2005/2006 wurden 1.182 Wohnungen mit über 70.000 m² Wohnfläche als Abrissobjekte festgelegt.

### Eingemeindungen
- 1961: Steinfurth (bis dahin zu Jeßnitz (Anhalt) gehörend)
- 13. Juli 1993: Reuden[6]
- 15. März 2004: Rödgen[7] mit dem am 1. Juli 1950 eingegliederten Zschepkau

### Städtefusion 2007
Wolfen ist am 1. Juli 2007 mit der Nachbarstadt Bitterfeld und den Gemeinden Greppin, Holzweißig und Thalheim zur neu gegründeten Stadt Bitterfeld-Wolfen fusioniert.
Die Gemeinde Bobbau ist am 1. September 2009 (lt. Bürgeranhörung waren 54 % der Einwohner gegen den Anschluss) ebenfalls der Einheitsgemeinde beigetreten. Die Stadt Bitterfeld-Wolfen hatte zu diesem Zeitpunkt zusammen knapp 50.000 Einwohner und war damit die viertgrößte Stadt Sachsen-Anhalts, im Jahre 2012 ist sie mit ca. 45.000 Einwohnern nur noch fünftgrößte Stadt des Landes.
Zudem schlossen sich im Zuge der Kreisgebietsreform in Sachsen-Anhalt die Landkreise Bitterfeld und Köthen mit großen Teilen des Landkreises Anhalt-Zerbst zum Landkreis Anhalt-Bitterfeld zusammen.

### Einwohnerentwicklung

Einwohnerentwicklung von Wolfen von 1910 bis 2017

Wolfen zählte 1834 lediglich 220 Einwohner. Im Jahr 1900 waren es bereits 1.280. Aufgrund des Zuzugs von Arbeiterfamilien im Zuge der Ansiedlung von Industrieunternehmen wuchs die Bevölkerungszahl über die erste Hälfte des 20. Jahrhunderts hinaus so stark, dass Wolfen 1958 zur Stadt erklärt wurde.
Im Gegensatz zu Bitterfeld nahm die Bevölkerung Wolfens auch nach 1945 weiter zu. Zu einem gravierenden Einbruch kam es erst nach der Wende. Seitdem hat die Stadt mehr als die Hälfte ihrer Einwohner verloren und zählt damit zu jenen Städten in den neuen Bundesländern, die am stärksten von Abwanderung betroffen sind.
Entwicklung der Einwohnerzahl (wenn nicht anderes angegeben ab 1960 31. Dezember):
| Jahr | Einwohner         |
| ---- | ----------------- |
| 1910 | 2.548             |
| 1927 | 5.690             |
| 1933 | 6.520             |
| 1939 | 7.934             |
| 1946 | 11.458 (29. Okt.) |
| 1950 | 11.750 (31. Aug.) |
| 1960 | 12.687            |
| 1963 | 18.260            |
| 1981 | 39.131            |
| 1984 | 41.977            |
| 1990 | 43.900            |
| 1995 | 40.889            |

| Jahr | Einwohner         |
| ---- | ----------------- |
| 2000 | 31.025            |
| 2001 | 29.188            |
| 2002 | 27.844            |
| 2003 | 26.728            |
| 2004 | 25.661            |
| 2005 | 24.908            |
| 2008 | 22.764 (30. Jun.) |
| 2015 | 17.497 (31. Mär.) |
| 2017 | 16.449 (30. Jun.) |
| 2021 | 15.073            |

Datenquelle ab 1995: Statistisches Landesamt Sachsen-Anhalt

## Gedenkstätten
- VVN-Gedenkstätte von 1946 auf dem Friedhof für 86 Frauen, Kinder und Männer, die während des Zweiten Weltkrieges nach Deutschland verschleppt und Opfer von Zwangsarbeit für die I.G. Farben wurden, sowie ein Sammelgrab für sowjetische und deutsche Bürger als Opfer eines Luftangriffs
- Gedenkstein von 1945 in der Leipziger Straße Wolfen-Süd zur Erinnerung an zwei KZ-Häftlinge, die hier ermordet wurden
- Schaukasten zu Anne Frank in der Sonderschule für Lernbehinderte Wolfen-Nord als Fortführung der Ehrung dieses jüdischen Mädchens, die mit der Namensgebung der „Anne-Frank-Schule“ 1989 begann

## Politik

### Ortschaftsrat
Der Ortschaftsrat des Ortsteils Wolfen hat 19 Sitze. Bei der letzten Wahl zum Ortschaftsrat am 9. Juni 2024 ergab sich bei einer Wahlbeteiligung von 52,77 % folgende Sitzverteilung:
| Pro Wolfen                             | 6 Sitze |
| AfD                                    | 5 Sitze |
| CDU                                    | 3 Sitze |
| Die Linke                              | 1 Sitz  |
| SPD                                    | 1 Sitz  |
| Bündnis 90/Die Grünen                  | 1 Sitz  |
| Unabhängiges Bündnis Bitterfeld-Wolfen | 1 Sitz  |
| Wählerliste Sport                      | 1 Sitz  |

### Wappen
| | Blasonierung: „Geviert von Gold und Blau; Feld 1: ein schwarzer Rundkolben, Feld 2: zwei aufgerichtete goldene Ähren, Feld 3: perforiertes silbernes Filmsegment, Feld 4: schräg gekreuzte schwarze Schlägel und Eisen.“ |
| Wappenbegründung: Die Ortsfarben sind Schwarz – Gelb (Gold). Das Wappen wurde am 24. Januar 1995 durch das Regierungspräsidium Dessau genehmigt und im Landesarchiv Sachsen-Anhalt unter der Wappenrollennummer 4/1995 registriert. | |

Historische Stadtwappen
| | Blasonierung: „Geviert von Gold und Blau; Feld 1: ein schwarzer Rundkolben, Feld 2: zwei aufgerichtete goldene Ähren, Feld 3: perforiertes silbernes Filmsegment, Feld 4: schräg gekreuzte schwarze Schlägel und Eisen.“ |
| Wappenbegründung: Das Wappen versinnbildlicht die Entwicklung vom Dorf zur Stadt. Die Ähren symbolisieren die mehr-hundertjährige Existenz als Bauerndorf, die Berghämmer die Braunkohlevorkommen in und um Wolfen, mit deren Erschließung die Industrialisierung des einstigen Dorfes begann. Der Rundkolben deutet auf die Farbenfabrik, die Colorfilmfarben (Blau-Weiß-Gelb-Rot) in Verbindung mit dem stilisierten Buchstaben „W“ auf die Filmfabrik hin. Das Wappen wurde am 31. Juli 1974 eingeführt. | |

### Flagge
Die Flagge wurde am 19. April 2001 durch das Regierungspräsidium Dessau genehmigt.
Die Flagge ist Schwarz – Gelb (1:1) gestreift. Das Stadtwappen ist mittig auf die Flagge aufgelegt.

### Städtepartnerschaften
Wolfen unterhielt ab 1990 eine Städtepartnerschaft zu Witten in Nordrhein-Westfalen und ab 1994 zu Villefontaine (Frankreich). Diese Partnerschaften werden von der Stadt Bitterfeld-Wolfen weitergeführt.

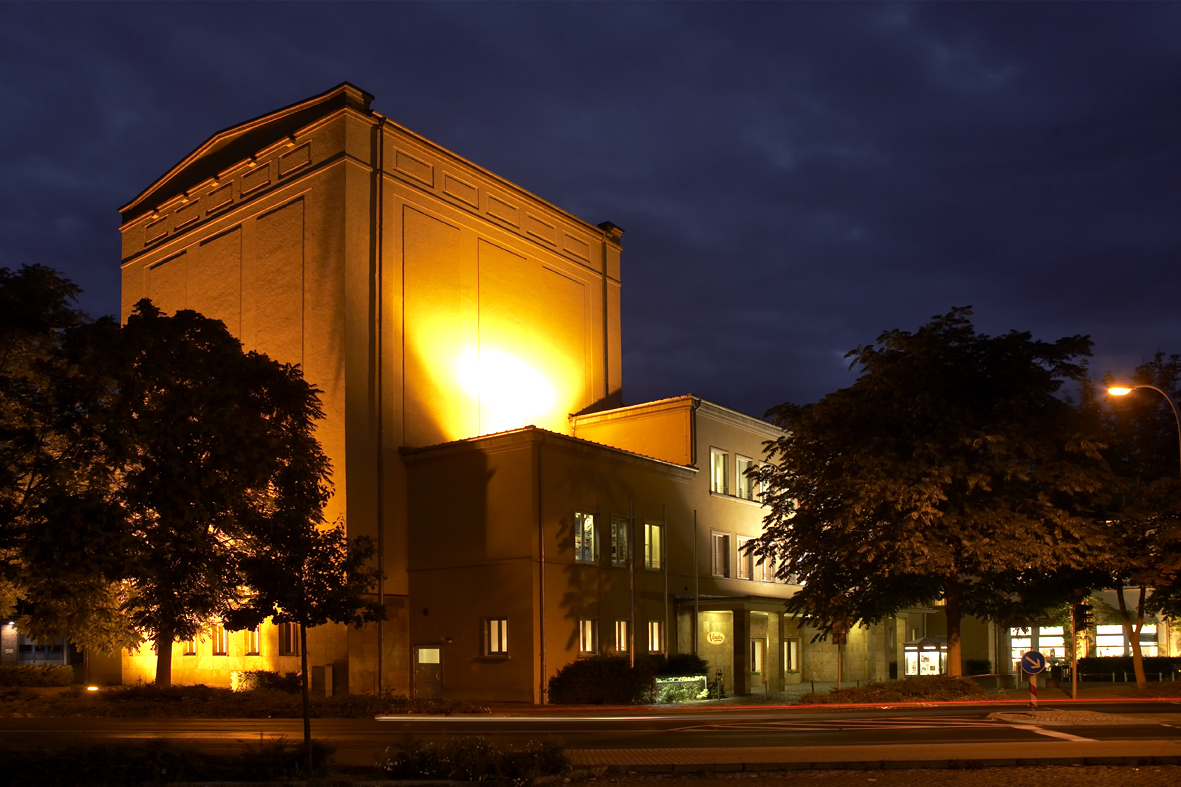
Kulturhaus

## Kultur und Sehenswürdigkeiten

### Kulturhaus
Das Kulturhaus Wolfen wurde 1927 von den Agfa-Werken erbaut und diente auch während der Zeit der späteren Filmfabrik Wolfen als Veranstaltungsort für die Mitarbeiter des Werkes. 1991 wurde es von der Stadt übernommen und wird seither als lokale und regionale Veranstaltungsstätte genutzt. Es gibt zwei Säle, Konferenz- und Beratungsräume, eine Bibliothek sowie Atelier und Keramikwerkstatt. Auf den verschiedenen Bühnen finden auch regelmäßig Theaterveranstaltungen statt.

### Museen
- Industrie- und Filmmuseum[16]
  - Geschichte der Filmfabrik Wolfen
  - Geschichte von Agfa und ORWO

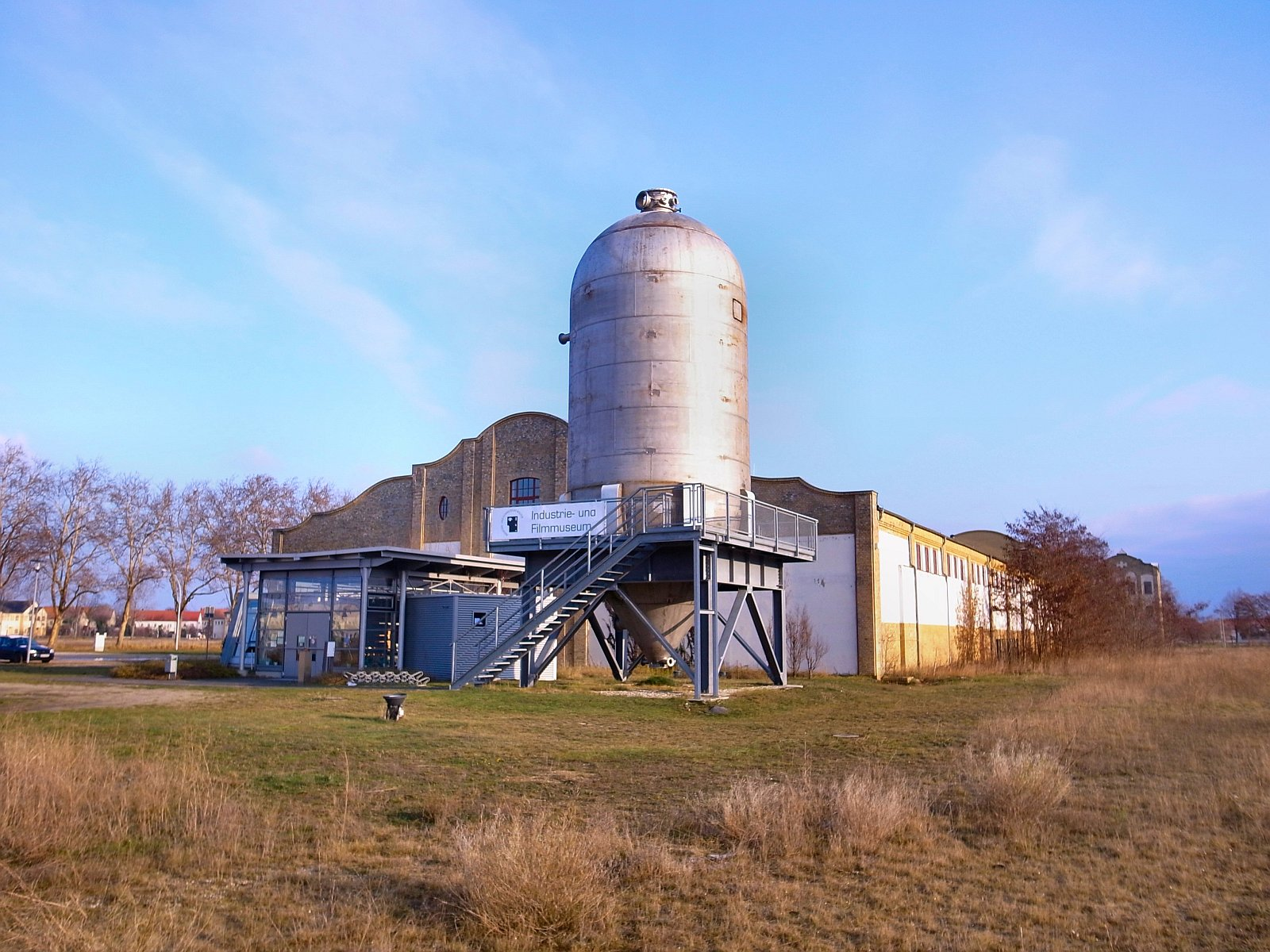
Industrie- und Filmmuseum

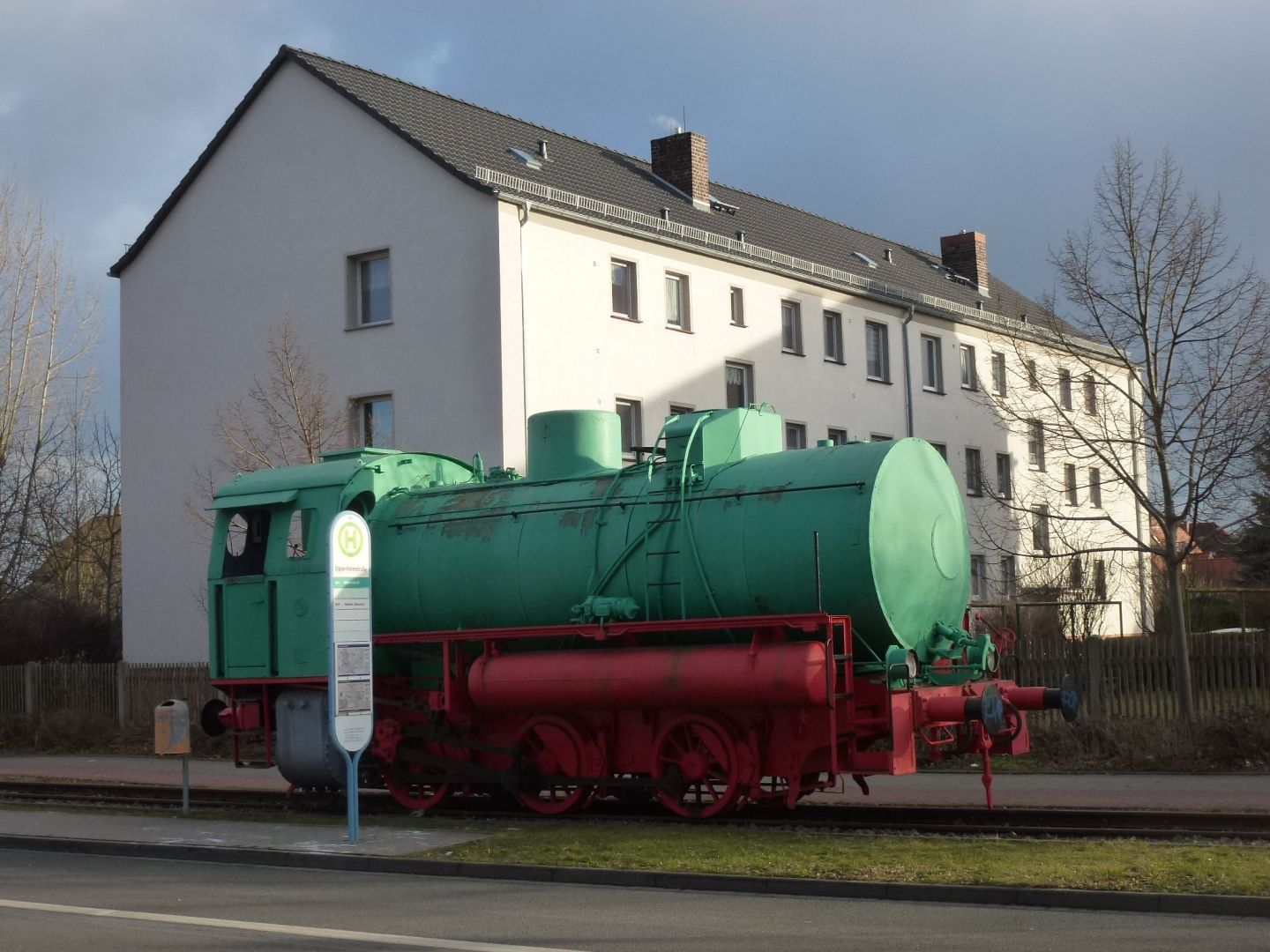
Museumslok

  - Dokumentation der Rohfilmherstellung anhand historischer Maschinen
  - zahlreiche Sonderausstellungen zur historischen und zeitgenössischen Fotografie
- Museumslok

### Bauwerke

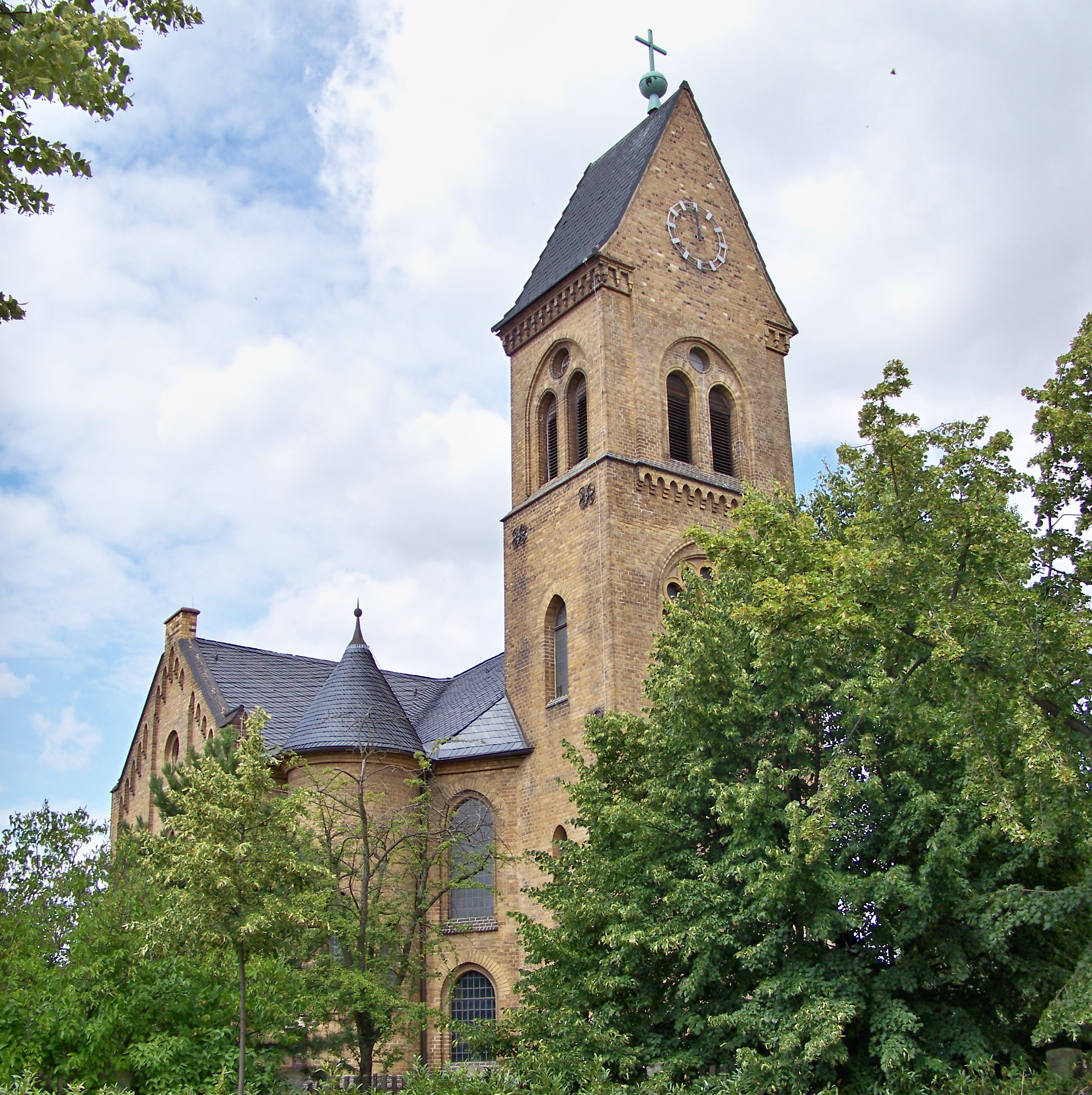
Johanneskirche

- Ehemaliges, denkmalgeschütztes ORWO-Verwaltungsgebäude „041“. Nach der Rekonstruktion dient es jetzt als Rathaus der neu gebildeten Stadt Bitterfeld-Wolfen.
- Evangelische Johanneskirche
- Katholische Heilig-Kreuz-Kirche
- Wolfen besitzt die größte überdachte Freilichtbühne Sachsen-Anhalts.

### Natur

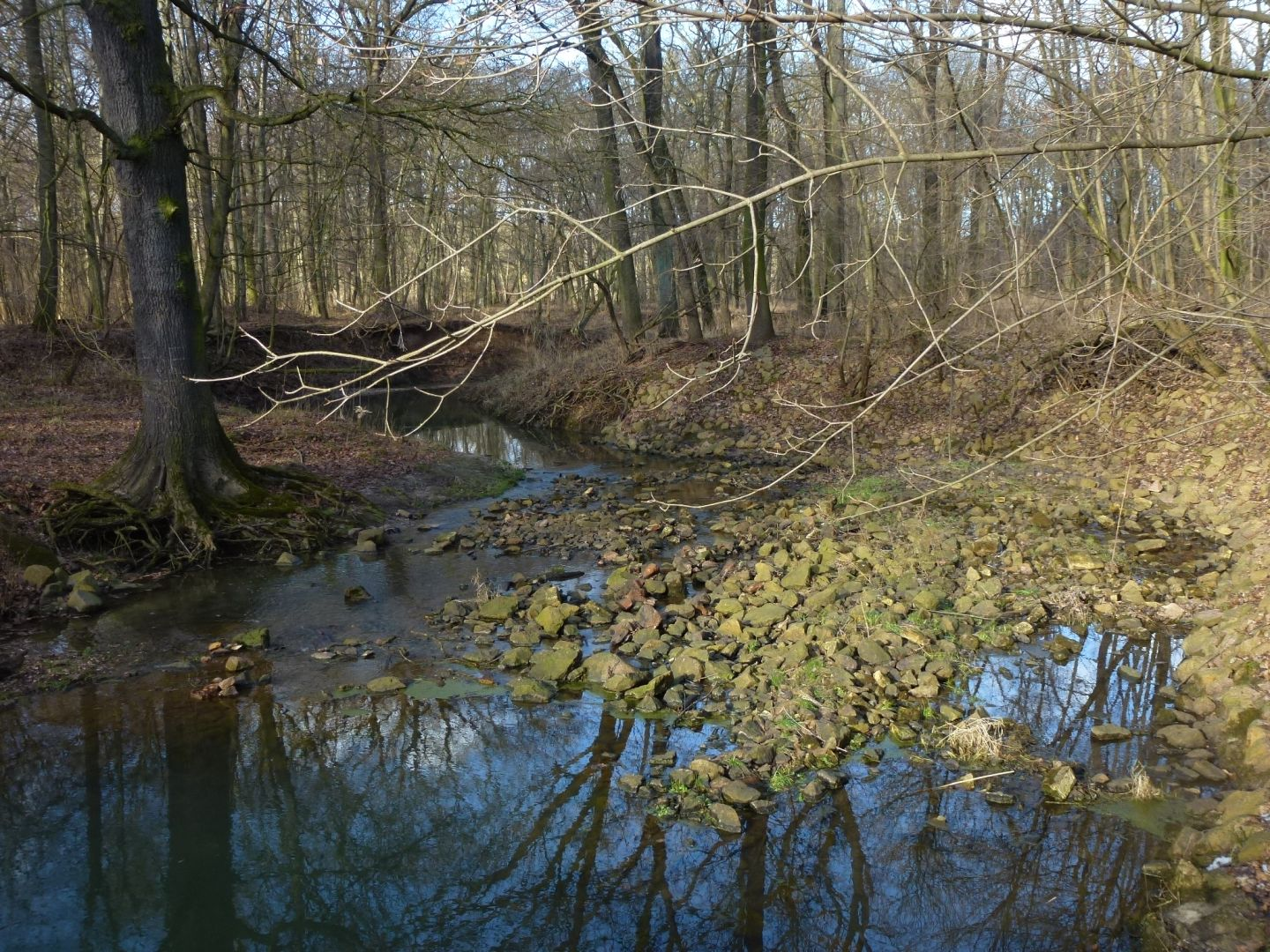
Schlangengraben im Salegaster Forst

- Im Osten der Stadt, erreichbar über eine Fußgängerbrücke, erstreckt sich der Wolfener Busch und der Salegaster Forst als Teil der Muldenaue.
- Die Fuhne ist ein sich verzweigender Fluss, dessen westlicher Arm in die Saale mündet und der östliche, der durch Wolfen fließt, in die Mulde.

### Sport
In Wolfen existieren 43 Sportvereine. Einer der bekanntesten darunter ist der Fußballverein FC Grün-Weiß Wolfen, der als BSG Chemie Wolfen lange Jahre in der DDR-Liga spielte. Nach der Wende spielte die erste Männermannschaft des Vereins in der Verbandsliga Sachsen-Anhalt, mit Ausnahme der Saison 2008/2009, in der die Mannschaft in der Oberliga Nordost antrat. Ende 2011 stellte der Verein Antrag auf Eröffnung eines Insolvenzverfahrens wegen drohender Zahlungsunfähigkeit. Der Spielbetrieb der ersten und zweiten Männermannschaft wurde daraufhin eingestellt.

### Regelmäßige Veranstaltungen
- Alljährlich im Juni das „Vereins- und Familienfest“
- Alljährlich in der Adventszeit die „Wolfener Weihnacht“
- Jährlich im November die Mosaik-Comicbörse im Kulturhaus

## Wirtschaft und Infrastruktur

### Verkehr

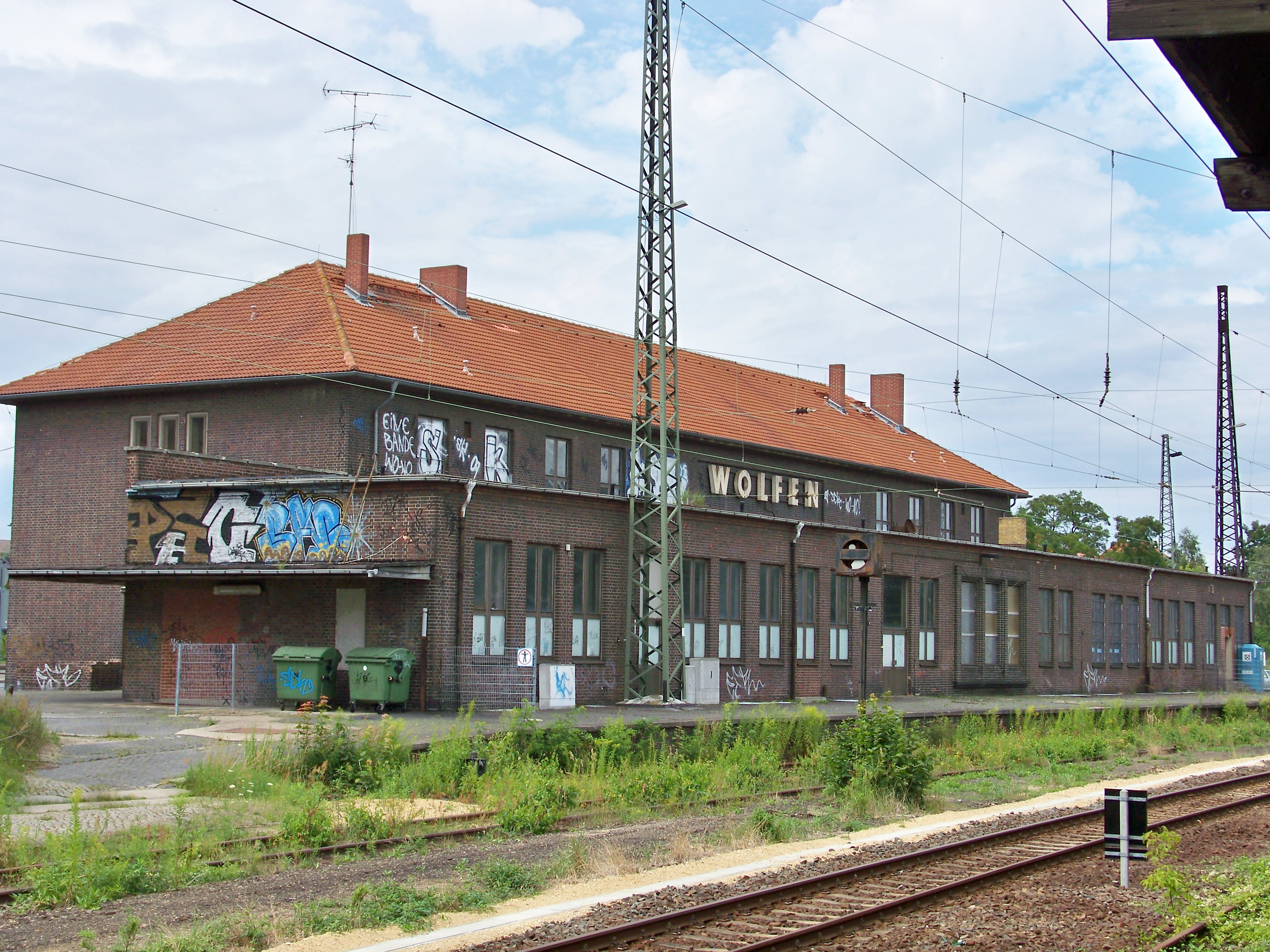
Bahnhof Wolfen, Gleisseite

Wolfen liegt an der Bundesstraße 184. An die Bundesautobahn 9 ist der Stadtteil über die Anschlussstelle Bitterfeld-Wolfen angebunden.
Wolfen besitzt einen Bahnhof an der Bahnstrecke Dessau–Leipzig. Hier halten Regional-Express-Züge der Linie Leipzig–Magdeburg sowie die Linien S2 Leipzig-Stötteritz–Bitterfeld–Dessau und S8 Halle–Bitterfeld–Dessau der S-Bahn Mitteldeutschland. Der nächste Fernverkehrshalt befindet sich im Stadtteil Bitterfeld. 2010 begann der Umbau des Bahnhofs Wolfen im Zuge der Modernisierung des Eisenbahn-Verkehrsknotens Roßlau/Dessau. Die Gleisanlagen, Bahnsteige sowie der Personentunnel wurden erneuert. Außerdem wurde von 2014 bis 2017 das gesamte Bahnhofsumfeld modernisiert, neue Parkplätze und Bushaltestellen werden errichtet. Nur die Überdachung des Wartebereichs der Bushaltestellen wurde erst Anfang 2019 fertiggestellt.

## Ansässige Unternehmen

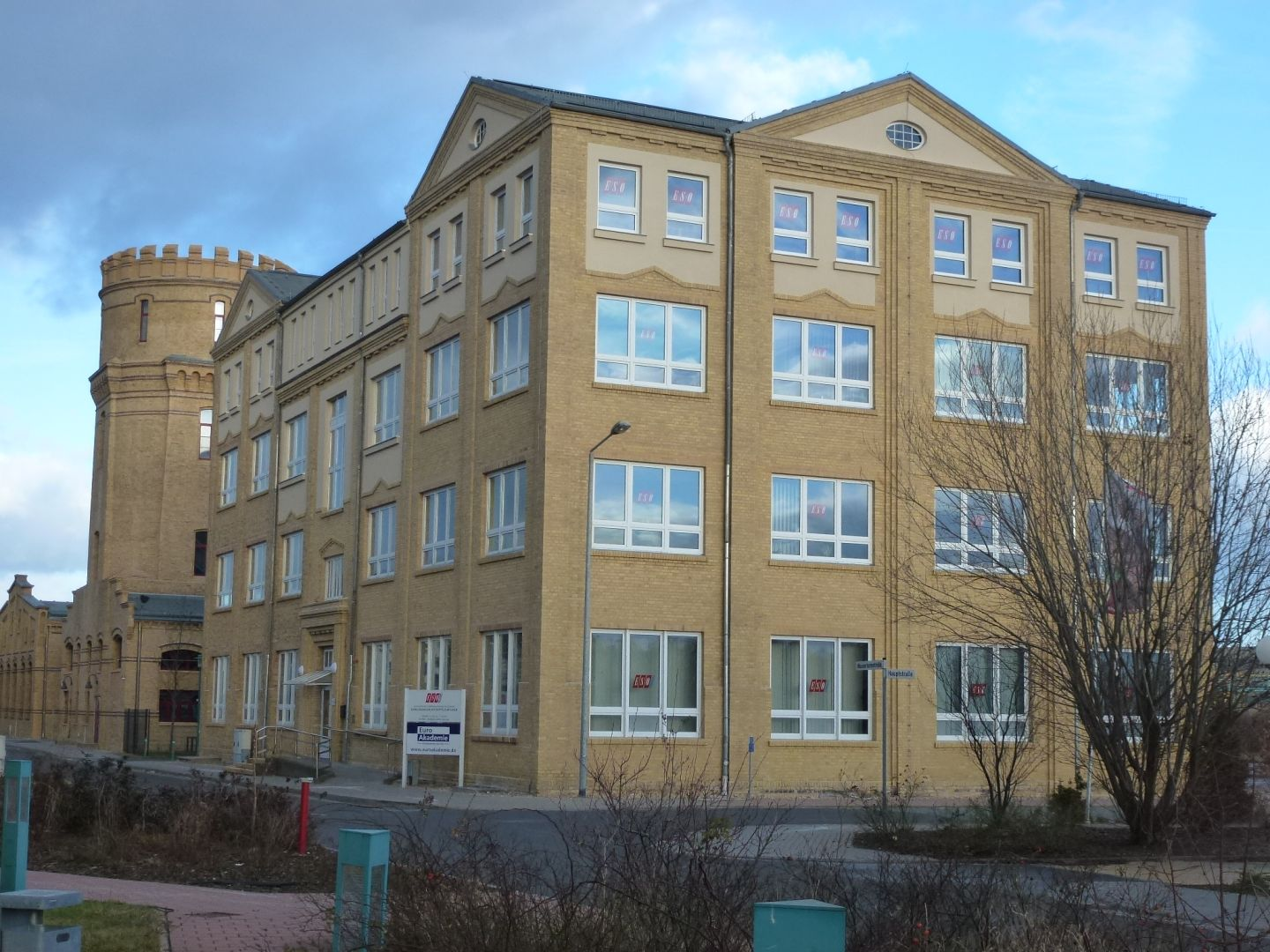
Chemiepark

- Filmotec GmbH (Hersteller von Orwo-Filmen)
- Folienwerk Wolfen GmbH
- Guardian Flachglas GmbH
- IPI GmbH (Hersteller von AC-Folien)
- Kesla-Gruppe (stellt u. a. die bekannte Wofacutan-Waschlotion her)
- MCE Industrietechnik Ost
- Organica Feinchemie GmbH Wolfen (Produzent organischer Feinchemikalien)
- Orwo Net GmbH (Photodienstleister)
- Q-Cells (ehemals weltweit größter Hersteller von mono- und multikristallinen siliziumbasierten Hochleistungs-Solarzellen)
- Soex Textilvermarktungsgesellschaft mbH (Produktionsstätte für Textilrecycling mit ca. 700 Mitarbeitern)
- Wiesheu Wolfen GmbH (Ladenbackofenhersteller)
- WBG Wolfen mbH (kommunale Wohnungsgesellschaft)

## Persönlichkeiten

### Ehrenbürger
- 1967, 8. März: Janina Stanislawska, ehemals polnische Zwangsarbeiterin in der Filmfabrik
- 1997, 21. Dezember: Axel Noack, Bischof a. D. der ehemaligen Evangelischen Kirche der Kirchenprovinz Sachsen, ehem. Pfarrer in Wolfen
- 2000, 3. Oktober: Ingrid Bolzmann-Dillenberger († 9. Mai 2005), ehemalige stellvertretende Bürgermeisterin von Wolfens Partnerstadt Witten

### Söhne und Töchter Wolfens
- Irmela Hadelich (1923–2017), Malerin, Grafikerin und Buchautorin
- Werner Lindemann (1926–1993), Dichter und Schriftsteller
- Brigitte Hecht (* 1929), Schauspielerin
- Nikolaus Walter (1932–2013), evangelischer Theologe
- Werner Duda (1934–2021), Gebrauchsgrafiker und Zauberkünstler
- Wolfgang Haubold (* 1937), Chemiker und Universitätspräsident
- Heinz Zander (1939–2024), Maler, Zeichner, Grafiker, Illustrator und Schriftsteller
- Heidi Petzerling-Galle (1941–2016), Grafikerin, Malerin und Grafikdesignerin
- Lioba Winterhalder (1945–2012), Bühnen- und Kostümbildnerin
- Horst Körner (1947–1968), Todesopfer an der Berliner Mauer
- Helmut Wolf (* 1948), rechtsextremer Politiker (DVU, FDVP)
- Paul Werner Wagner (* 1948), Literaturwissenschaftler
- Wolfgang Böhme (* 1949), Handballspieler und -trainer
- Petra Wust (* 1952), Diplom-Ingenieurökonomin, Oberbürgermeisterin von Wolfen und Bitterfeld-Wolfen
- Frank Lienert-Mondanelli (* 1955), Schauspieler und Regisseur
- Michael Stein (1956–2021), Schlagersänger
- Roger Pyttel (* 1957), Schwimmer
- Bernhard Hoff (* 1959), Leichtathlet und Olympiateilnehmer
- Armin Schenk (* 1961), Oberbürgermeister von Bitterfeld-Wolfen
- Manfred Wilde (* 1962), Historiker und Oberbürgermeister der Stadt Delitzsch
- Thomas Konietzko (* 1963), Unternehmer, Sportfunktionär und Präsident des Deutschen Kanu-Verbandes
- Volker Wawrzyniak (* 1964), Fußballspieler
- Axel Andrae (* 1965), Fagottist
- Birgit Fechner (* 1965), Politikerin (DVU)
- Ralph Bock (* 1967), Molekularbiologe
- Iris Junik (1968–2009), Schauspielerin
- René Tretschok (* 1968), Profifußballer und Trainer (Hallescher FC, Borussia Dortmund, Hertha BSC, FC Grün-Weiß Wolfen)
- Katrin Huß (* 1969), Journalistin und Fernsehmoderatorin beim MDR
- Karen Forkel (* 1970), Leichtathletin und Olympiamedaillengewinnerin
- Doreen Nixdorf (* 1972), Schauspielerin
- Michael Dreher (* 1973), Mathematiker und Hochschullehrer
- Astrid Retzke (* 1973), Siebenkämpferin
- Hendrik Otto (* 1974), Koch (zwei Michelin-Sterne)
- Denise Zich (* 1975), Schauspielerin und Sängerin
- Raik Dalgas (* 1976), Künstler und Aphoristiker
- Julia Schmidt (* 1976), Malerin
- Christian Gille (* 1976), Kanute
- Jan Brademann (* 1977), Historiker und Archivar
- Ondrej Drescher (* 1977), Maler
- Nadine Koppehel (* 1977), Politikerin (AfD), Abgeordnete im Landtag von Sachsen-Anhalt
- Gabriel Machemer (* 1977), Schriftsteller und Künstler
- Yvonne Schuring (* 1978), Kanutin
- André Rößler (* 1978), Schauspieler und Regisseur
- Daniela Recknagel (* 1979), Richterin am Bundesgerichtshof
- Gerald Eisenblätter (* 1981), Politiker (SPD)
- Hannes Loth (* 1981), Politiker (AfD), Abgeordneter im Landtag von Sachsen-Anhalt und Bürgermeister von Raguhn-Jeßnitz
- Oliver Hampel (* 1985), Fußballspieler
- Gregor Kiedorf (* 1985), Rettungsschwimmer und Ingenieur
- Marinus Schöberl (1985–2002), Opfer rechtsextremer Gewalt
- Karolin Braunsberger-Reinhold (* 1986), Politikerin (CDU), Mitglied des Europäischen Parlaments
- Daniel Roi (* 1987), Politiker (AfD), Abgeordneter im Landtag von Sachsen-Anhalt
- Sarah Sauermann (* 1988), Politikerin
- Franziska Hentke (* 1989), Schwimmerin
- Robin Sowa (* 1999), Volleyball- und Beachvolleyballspieler
- Leon Schmökel (* 2002), Fußballspieler